# Wittelsheim
Wittelsheim – miejscowość i gmina we Francji, w regionie Grand Est, w departamencie Górny Ren.
Według danych na rok 1990 gminę zamieszkiwały 10 452 osoby, a gęstość zaludnienia wynosiła 442 osób/km² (wśród 903 gmin Alzacji Wittelsheim plasuje się na 19. miejscu pod względem liczby ludności, natomiast pod względem powierzchni na miejscu 41.).

## Współpraca
- Vierzon, Francja